# واش واتر (باركشير)
واش واتر (بالإنجليزية: Wash Water)‏ هي قرية تقع في المملكة المتحدة في جنوب شرق إنجلترا.